# Wu Guanzheng
Wu Guanzheng (chinois simplifié : 吳官正 ; pinyin : Wú Guānzhèng) (né en août 1938) a été nommé membre du Comité central du parti communiste chinois et chef de la Commission centrale de contrôle de la discipline du Parti communiste chinois à l'issue du 16e Congrès du parti communiste chinois devenant ainsi septième dans la hiérarchie du Bureau politique du PCC (15e Politburo puis 16e). Il est connu pour avoir de bonnes relations avec l’ancien président Jiang Zemin.
Wu est né à Yugan, province du Jiangxi, et a rejoint le Parti communiste chinois à l’âge de 21 ans. Il a obtenu une maîtrise en mesure thermo-technique et commande automatique à l'université Qinghua en 1968,
Wu a été le maire de Wuhan de 1983 à 1986. Il est devenu gouverneur de la province du Jiangxi en 1986. Il est allé dans la province du Shandong en 1997 pour devenir le chef du parti dans la province et fut élu membre du Politburo la même année. 
Il est membre du 17e Politburo.
Le dimanche 21 octobre 2007, Wu ne figurait pas parmi les quelque 200 membres du nouveau Comité central à l'issue du 17e Congrès du parti communiste chinois. Cette exclusion renforce le pouvoir de Hu Jintao, Wu étant un fidèle de Jiang Zemin.